# 파가노역
파가노역(이탈리아어: Pagano)은 밀라노 지하철 1호선의 역이다. 1964년 11월 1일 1호선의 '세스토 마렐리' - '로토' 구간이 처음으로 개통하면서 문을 열었다. 이 역은 프란체스코 마리오 파가노에서 이름을 따온 마리오 파가노 가(via Mario Pagano)에 있다.
이 역에서부터 1호선이 두 개의 지선으로 분기되는데, 비셸리에 방향 지선과 로 피에라 방향 지선이 있다.

## 시설
이 역에는 다음과 같은 시설이 있다.
- 장애인 승객을 위한 접근 시설
- 에스컬레이터
- 승차권 자동 판매기
- 역 감시카메라
- 신문 가판대
- 바, 담배 가게